# Alaquines
Alaquines è una municipalità dello stato di San Luis Potosí, nel Messico centrale, capoluogo della omonima municipalità.
La popolazione della municipalità è di 8.186 abitanti (2010) e ha una estensione di 569,04 km².